# 서현석 (지휘자)
서현석(徐賢錫, 1941년 10월 7일 ~ )은 대한민국의 지휘자 겸 트럼페터이다.

## 생애
서울대학교 음악대학에서 트럼펫을 전공했고, 재학 중 문화공보부 신인예술상 음악부문 대상을 수상했다. 졸업 후 한양대학교 대학원에 진학해 지휘를 배웠고, 독일로 유학해 아헨 국립 음악대학에서 트럼펫과 지휘를 전공했다.
귀국 후 국립교향악단의 수석 트럼펫 주자로 재직했고, 취주악 활성화를 위해 서울 윈드 앙상블을 창단하고 초대 상임 지휘자를 역임했다. '관악론' 등의 번역 이론서를 출간하기도 했고, 단국대학교와 경희대학교, 이화여자대학교, 성신여자대학교, 연세대학교, 한양대학교 등에 출강해 트럼펫과 취주악 교수로 재직했다.
1997년에는 서울특별시 강남구에서 창단한 최초의 구립 오케스트라 강남 심포니 오케스트라의 초대 상임 지휘자가 되었고, 현재까지 재직 중이다. 한국예술종합학교 음악원 지휘과 교수로도 활동하고 있으며, 2007년에는 강남 심포니와 한국 최초로 베토벤의 교향곡 전곡 음반을 출반해 화제가 되었으며 2012년에는 두 번째로 브람스 교향곡 전집을 출반했다.
취주악 발전에 기여한 공로로 한국관악상을 수상했으며, 2000년에는 음악 평론가 협회에서 주최한 음악 대상을 받았다. 2004년에는 정부로부터 화관문화훈장을 수여받았다.